# Глоструп (муніципалітет)
Глоструп (дан. Glostrup) — муніципалітет у регіоні Столичний регіон королівства Данія. Площа — 13.3 квадратних кілометрів. Адміністративний центр муніципалітету — місто Глоструп.

## Населення
У 2012 році населення муніципалітету становило 21 650 осіб.